# Валлер, Ангелика
Ангелика Валлер (нем. Angelika Waller; род. 26 октября 1944, Нидерер-Флеминг, Бранденбург) — немецкая актриса, наиболее известна по роли Евы Браун в киноэпопее режиссёра Юрия Озерова «Освобождение».

## Биография

### Образование
Ангелика Валлер родилась 26 октября 1944 года в Бервальде ин дер Ноймарк.
С 1963 по 1966 годы обучалась в школе немецкого телевещания в Берлине.

### Карьера в кино и театре
Первой ключевой ролью в кино стала роль официантки Марии Морцек в фильме «Кролик-это я» (1965), но в итоге этот фильм был запрещён в ГДР до 1989 года. В последующие годы Ангелика сыграла во многих фильмах, среди которых «Чёрная пантера» (1966), «История одной ночи» (1967), «На небесах ярмарка» (1969), «Снимай шляпу, когда целуешь» (1971) и киноэпопее Юрия Озерова «Освобождение», в которой она сыграла Еву Браун — любовницу, а затем супругу Адольфа Гитлера.
В 1970-е и 1980-е годы актриса играла, как правило в сериалах и телефильмах, среди которых были «Телефон полиции — 110» (1972), «Возвращение в чужую страну» (1976), «Дэниел Друскат» (1976), «Прощание с миром» (1977), а также в сериале 1986 года «Иоганн Себастьян Бах», в котором сыграла Марию Барбару Бах — первую жену Иоганна Себастьяна Баха.
После объединения Германии её карьера продолжилась, она сыграла роли в комедии «Няня» (1994), «Мёртвые люди» (1996) и других проектах.
Помимо фильмов и сериалов, Валлер играла в театре Берлинер ансамбль с 1967 по 1981 годы, а также озвучивает фильмы.

### Преподавательская деятельность
Помимо работы актрисой, она работала преподавателем в драматической школе «Эрнст Буш», в которой в 1993 году стала профессором.

## Избранная фильмография
- 1962 — Кролик-это я — Мария Морцек
- 1966 — Чёрная пантера — Мартина Карвелли
- 1967 — История одной ночи — Ханна
- 1968 — В 12 часов придёт босс — Барбара
- 1969—1972 — Освобождение — Ева Браун, любовница/супруга Адольфа Гитлера
- 1971 — Снимай шляпу, когда целуешь — Петра
- 1972 — Я вам покажу! — учительница Кёльвель
- 1976 — Возвращение в чужую страну — Марго Фриз
- 1986 — Иоганн Себастьян Бах — Мария Барбара Бах, первая жена Иоганна Себастьяна Баха